# (6829) Charmawidor
(6829) Charmawidor est un astéroïde de la ceinture principale.

## Description
(6829) Charmawidor est un astéroïde de la ceinture principale. Il fut découvert le 18 janvier 1991 à l'Observatoire de Haute-Provence par Eric Walter Elst. Il présente une orbite caractérisée par un demi-grand axe de 2,86 UA, une excentricité de 0,07 et une inclinaison de 2,1° par rapport à l'écliptique.
Cet astéroïde est nommé en l'honneur du compositeur et organiste français Charles-Marie Widor (1845-1937).

## Compléments